# Fehér svájci juhászkutya
Fehér svájci juhászkutya

## Története
Eredetileg a Német juhászkutya színváltozata volt, amelynek tenyésztésére néhány amerikai tenyésztő specializálódott. Már a XIX. század végén is ismeretes volt a fehér szín a német juhászkutya almokban, ugyanakkor a juhászok sosem kedvelték őket. Az első fehér juhászkutyák Svájcban bukkantak fel, ahol be is jegyezték őket a törzskönyvbe, míg Németországban nem. A Német Juhászkutya Egyesület nem volt hajlandó bevenni a fajta standardjába a fehér színt, ám néhány országban mégis bejegyezték, és hivatalosan tenyésztették. Végül a Svájci Kinológiai Társaság (SKG) érte el az Nemzetközi Kinológiai Szövetség(FCI) elismerését, de a standardban kerülni kellett bárminemű utalást a német juhászkutyára. Mivel Svájc vívta ki a fajta elismerését, így kapta meg a fehér svájci juhászkutya (berger blanc suisse) nevet, a korábbi amerikai-kanadai fehér juhászkutya helyett.

## Megjelenés
Marmagasság: kanok 60-66 cm, szukák 55-61 cm
Súly: kanok 30-40 kg, szukák 25-35 kg
Egyszínű fehér, foltok nélkül. Évszaktól függően fülcsúcson, farkvégen és a hát középvonalában egy kevés vadszín feltűnhet. Két fajta szőrtípust különböztetünk meg: – sima félhosszú – sima hosszú. Mindkét típusnál fontos a sűrű alj szőrzet.
Kellemes megjelenésű, elegáns küllemű kutyafajta. Erős, eleven, éber, és temperamentumos hatást kell keltenie. Mutasson bátorságot, és erélyt, legyen figyelmes és engedelmes, jól kiegyensúlyozott. Középmagas, enyhén megnyúlt teste jól izmolt, téglalapba írható. A végtagok jól fejlettek, a mellkas mély, az alsó felső vonal mentes a túlzott ívektől. A test körvonalának lágyan ívelőnek, nem kemény kontúrúnak kell lennie. Méltóságos, erős, megfelelő testtartással. Gyermekekhez és háziállatokhoz legyen bizalmas, intelligens. Nyújtsa a természetes nemesség és a tekintélyt biztosító öntudat harmonikus képét. A német juhászkutyával ellentétben egyeneshátú.

## Tulajdonság
Vézene  megfelel a német juhászkutyáénak, bár kissé érzékenyebb fajta. Szőrhullása olykor nehéz feladat, különösen a hosszabb szőrű változat esetében.

## Képek

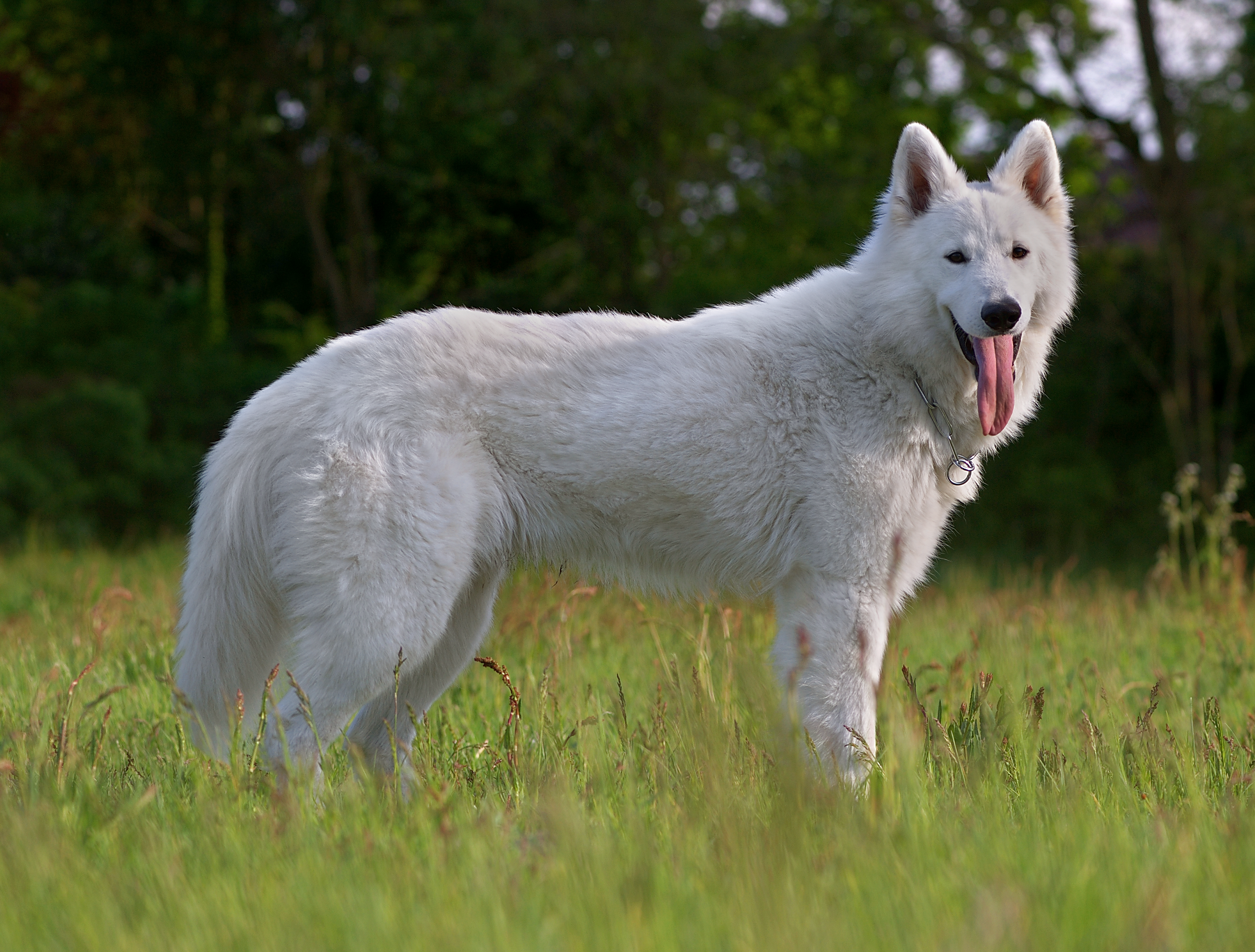
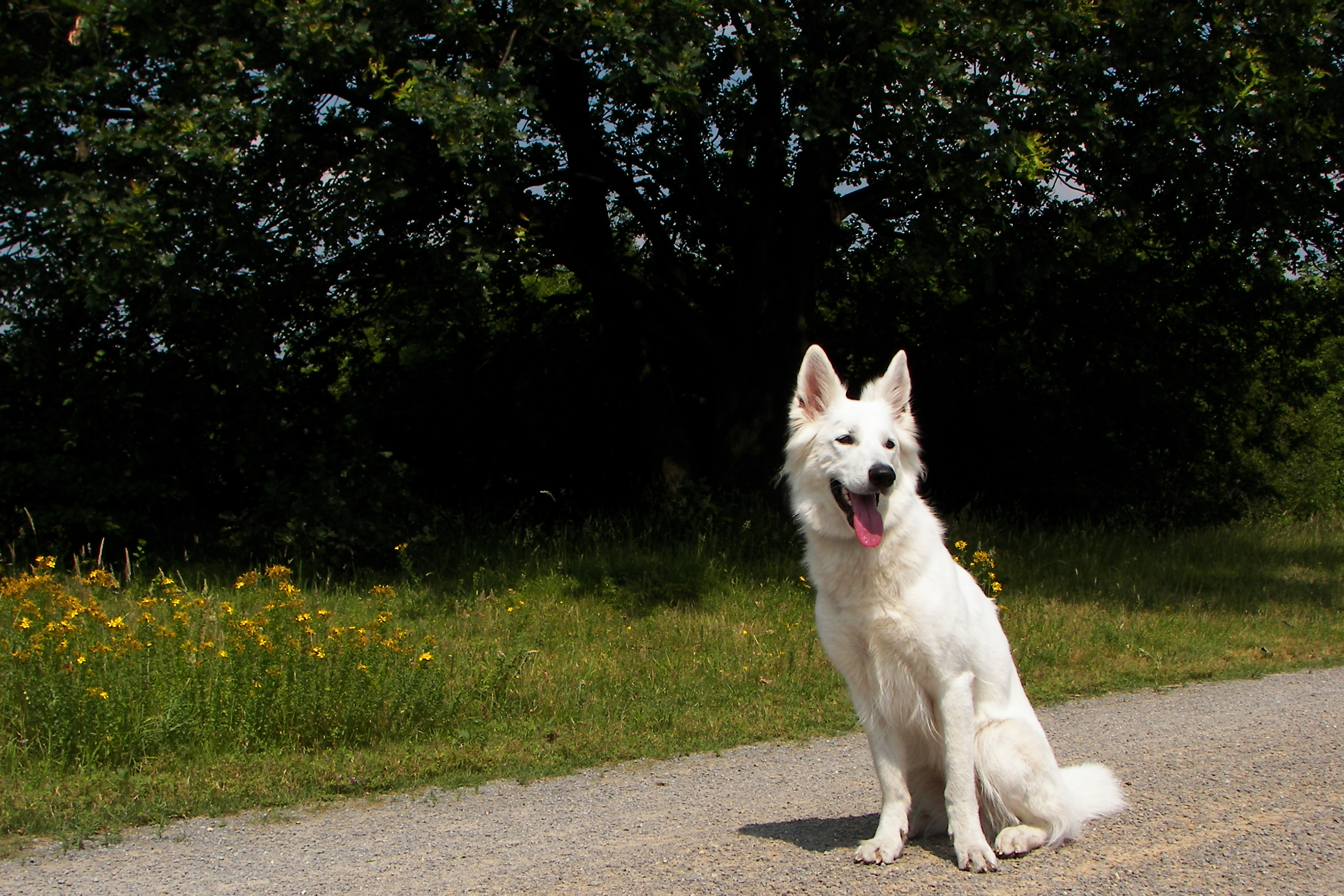
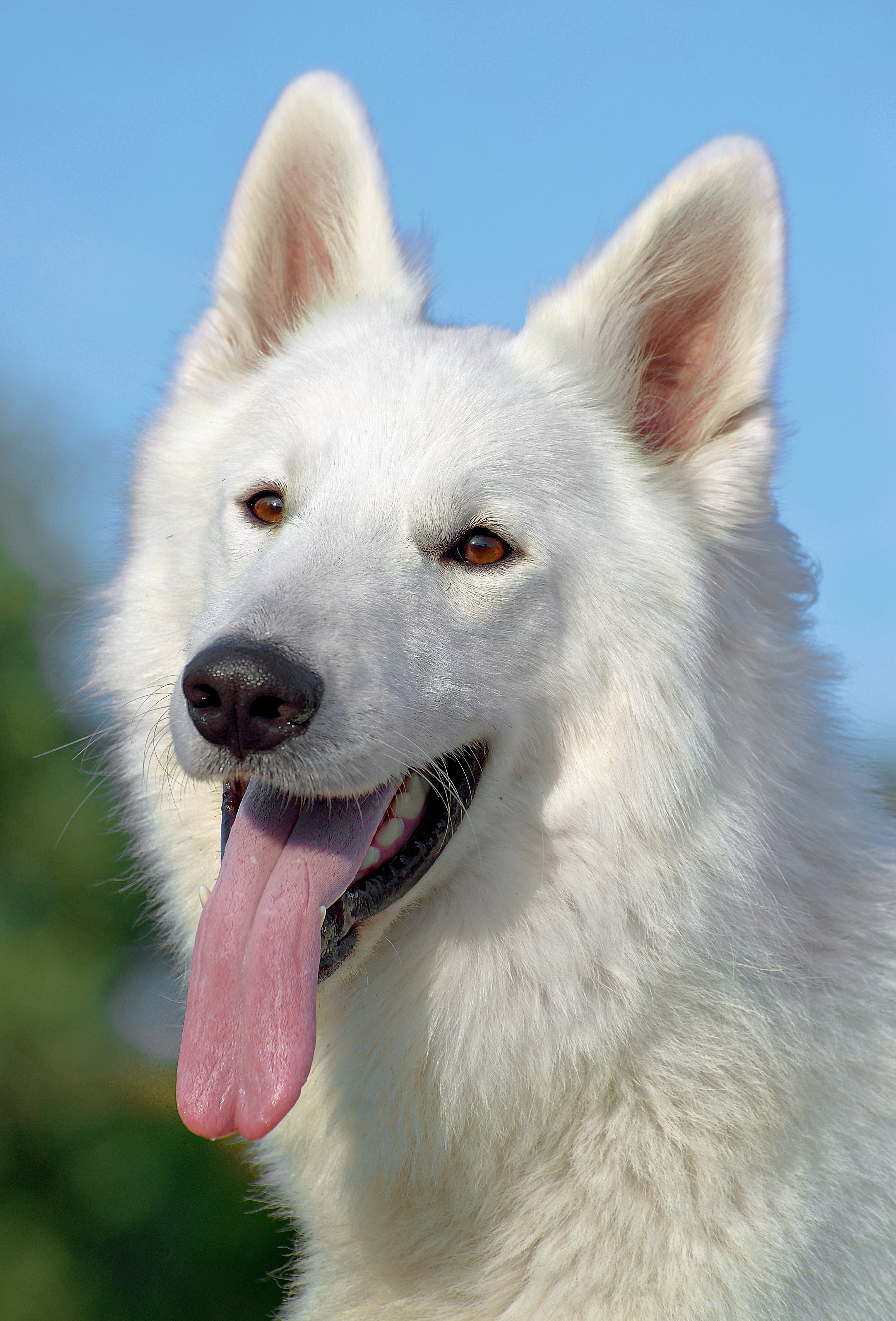
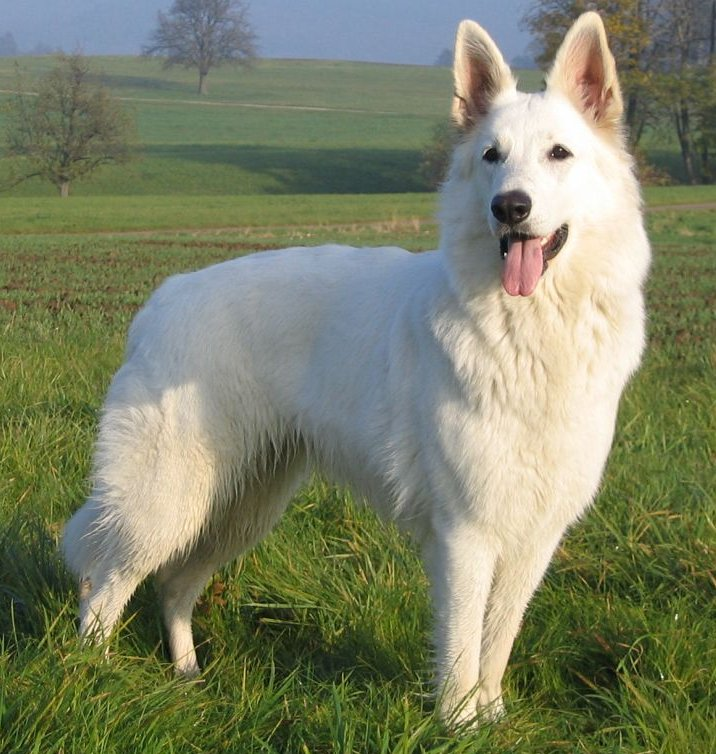
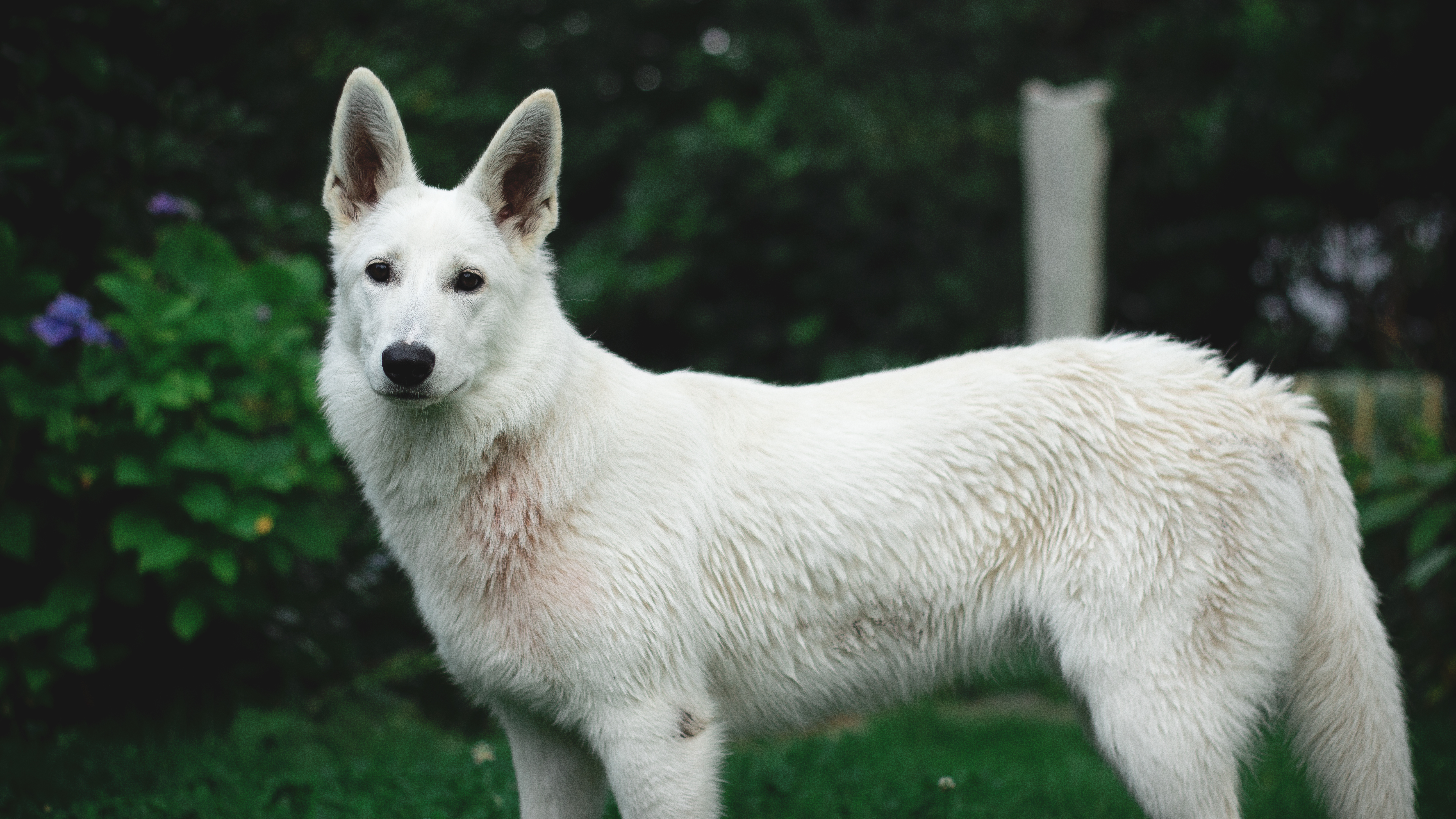
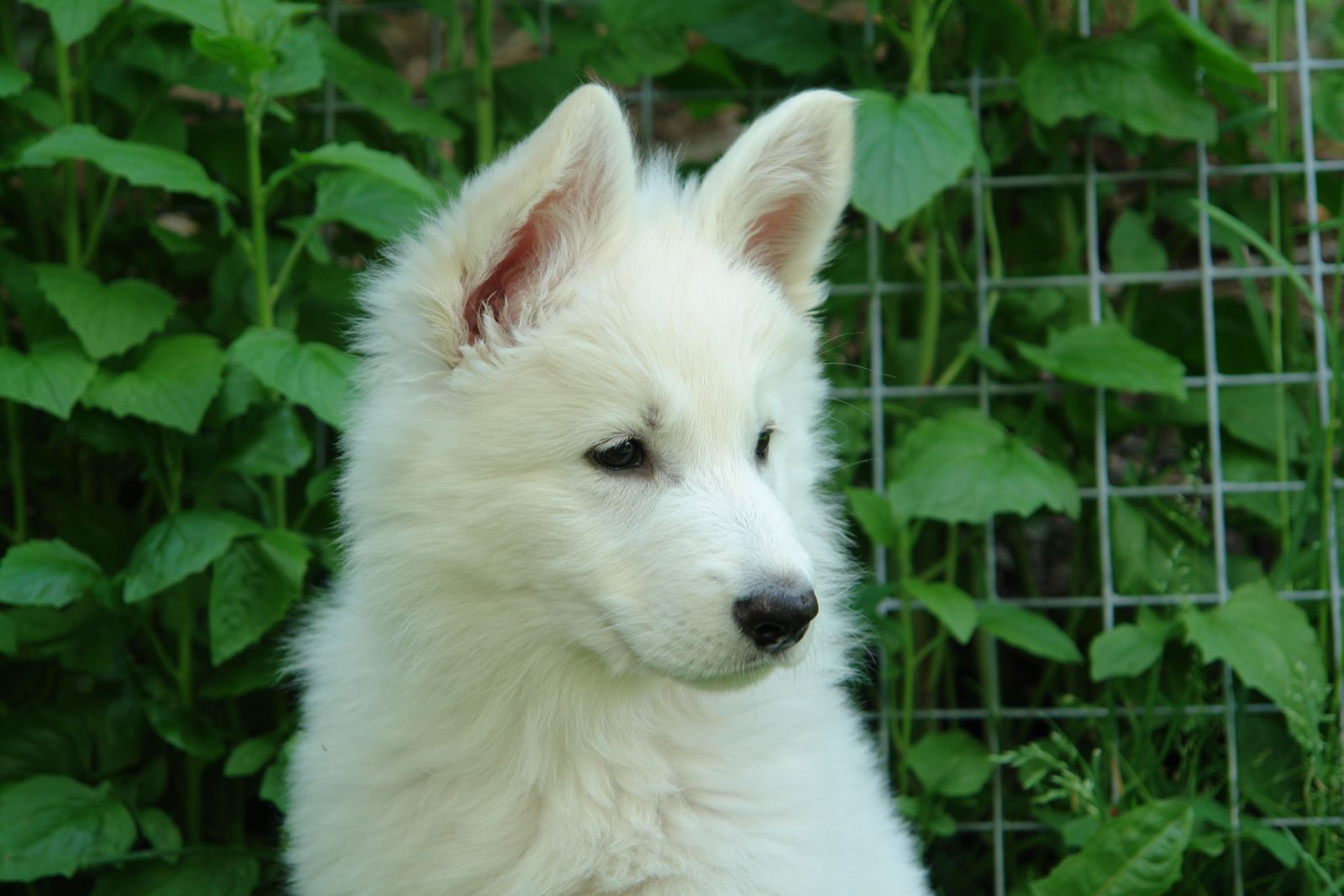